# المتحف المصري بتورينو

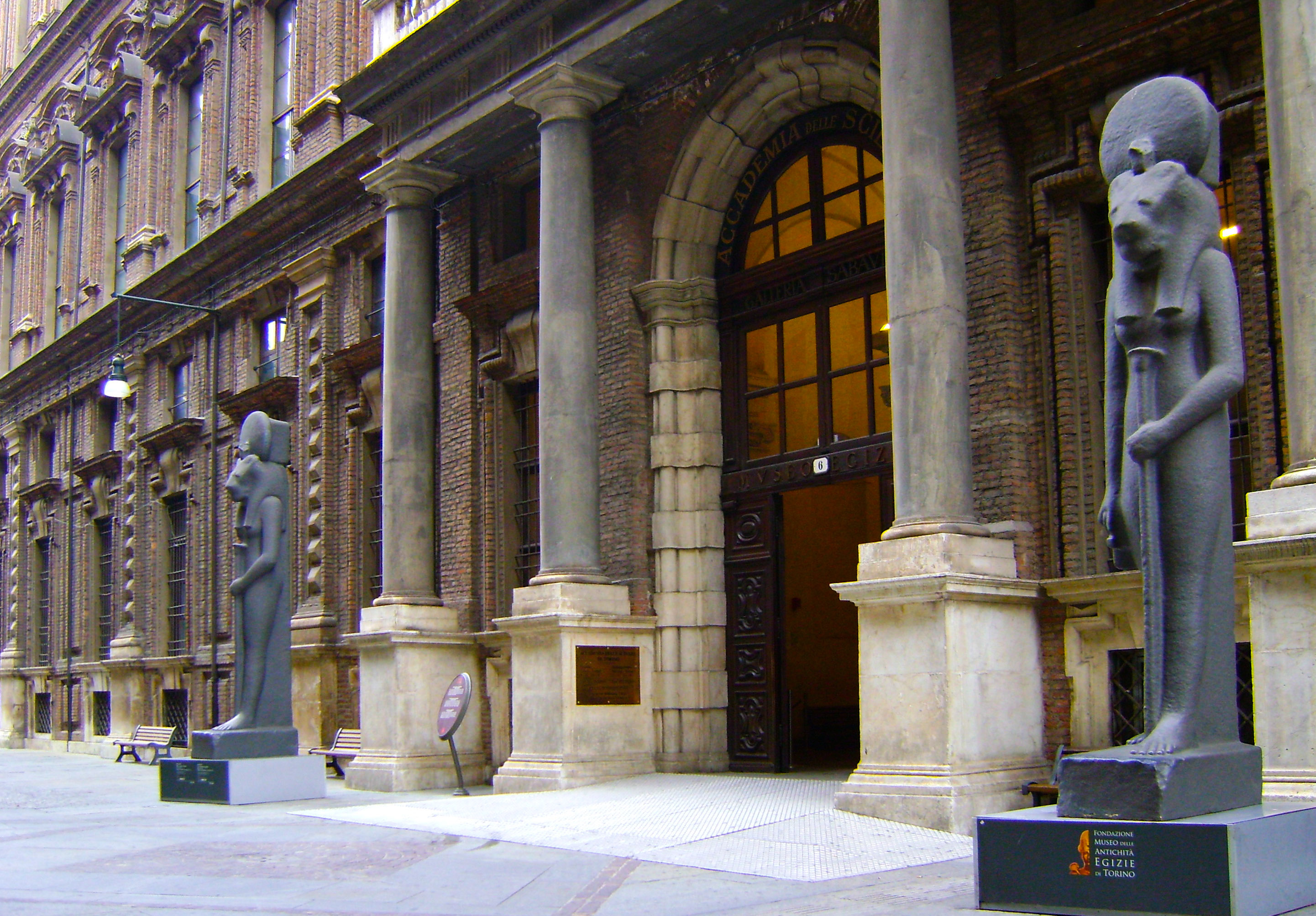
المدخل الرئيسى للمتحف

المتحف المصري في تورينو هو متحف متخصص في عرض الآثار المصرية القديمة ويحتوي على أكبر مجموعة من التحف المصرية التي يبلغ عددها 30000 قطعة. استقبل المتحف في عام 2015 حوالى 772900 زائر.

## التاريخ

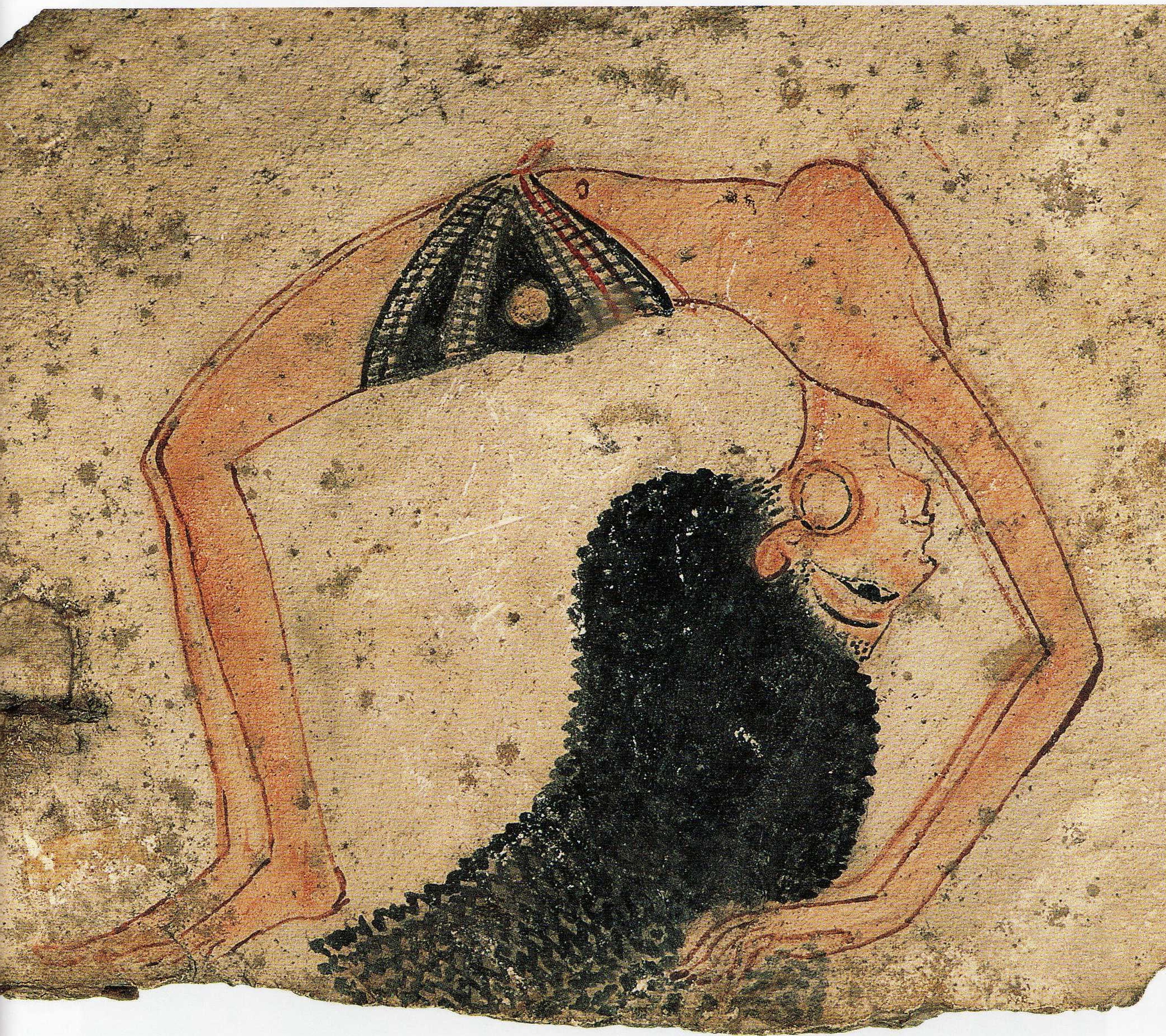
راقصة مصرية من مقتنيات المتحف

ترجع علاقة مدينة تورينو الإيطالية بالآثار المصرية إلى منتصف القرن السابع عشر عندما اشترى ملك «سافوى» كارل إيمانول الأول عام 1630 مائدة للقرابين (مذبح) رومانية الصنع مصرية الأسلوب، كانت مخصصة لمعبد إيزيس في روما واسمها بالإيطالية Mensa Isiaca وكانت من البرونز المزخرف برسومات فرعونية جميلة.
وفى عام 1724 جمع الملك «فيتوريو أماديو الثاني Vittorio Amedeo II» مجموعة من الآثار وضعها في مبنى ضخم كان في الأصل مدرسة يسوعية، والذى صار ضمن مبانى الجامعة بمدينة تورين ثم فيما بعد مبنى المتحف المصرى بتورين.
ولوحة إيزيس السابقة هي التي حفَّزت الملك «كارلو إيمانول الثالث (ملك سردينيا من 1730-1773م) على تكليف عالم النبات والطبيب والأثري الإيطالي» فيتاليانو دوناتي أن يسافر إلى مصر ليجمع منها ما يستطيع من الآثار المصرية التي تماثل جمال هذه اللوحة وذلك عام 1753م. وقضى دوناتى في مصر أربعة أعوام محاولاً جمع ما يستطيع من آثار عن طريق الحفائر أو الشراء، ثم عاد إلى إيطاليا ومعه 300 أثر مصرى أُضيفت إلى المجموعة التي جمعها الملك «فيتوريو أماديو الثانى» من قبل ليصيرا النواة الأولى للمتحف المصر بتورينو والتى أضيف إليها الكثير خلال القرنين التاسع عشر والعشرين.
وتعد ههذ اللوحة التي تسمى أحياناً لو إيزياكا أول قطعة مصرية وصلت إلى تورينو عام 1630، وهو لوح يحاكي النمط المصري والذي يعتقد أنه رسم كجزء من معبد إيزيس في روما. هذه القطعة المميزة ألهمت الملك تشارلز إيمانويل الثالث أن يرسل عالم النبات فيتاليانو دوناتي إلى مصر عام 1735 ليجلب قطعًا مصريةً قديمة. عاد دوناتي بثلاثمئة قطعة جلبها من الكرنك ومن مدينة قفط، هذه القطع شكلت نواة متحف تورينو للآثار المصرية.
عام 1824 استحوذ الملك تشارلز فيلكس على مجموعة دروفيتي المتكونة من 5268 قطعة منها 100 تمثال و170 بردية بالإضافة إلى مومياوات وقطع أخرى متنوعة جمعها جنرال برناردينو دروفيتي أثناء إقامته مع الجيش الفرنسي في مصر. في نفس العام استخدم العالم جان فرانسوا شامبليون مجموعة تورينو من البرديات لاختبار كشفه وترجمته للرموز الهيروغليفية لأول مرة. ويعتقد أن الفترة التي قضاها شامبليون في تورينو مرتبطة باختفاء بردية تورينو التي وجدت لاحقاً مع اختفاء أجزاء منها.
عام 1833 أضيفت مجموعة أخرى مكونة من 1200 قطعة للمتحف. المجموعة تم استكمالها باستكشافات عالم المصريات إرنستو شيباريلى خلال رحلته الاستكشافية بين 1900 و1920. ويعد معبد إليسيا من أواخر القطع التي أضيفت للمتحف بإهداء من الحكومة المصرية مقابل تعاون الحكومة الإيطالية في إنقاذ آثار النوبة من الغرق.
خلال كل هذه الأعوام بقت المجموعات المصرية في المتحف المخصص لها في تورينو إلا بعض القطع التي نقلت خلال الحرب العالمية الثانية. تم تجريب نموذج خصخصة المتاحف الإيطالية في المتحف المصري بتورينو عندما أنشئت مؤسسة متاحف الآثار المصرية عام 2004 لهذا الغرض. المبنى نفسه تم تعديله احتفالاً بالأولمبياد الشتوية عام 2006. تم افتتاح المتحف بعد تجديده في الأول من أبريل عام 2015.

## المجموعات
من أهم القطع المميزة بالمتحف:
- مجموعة ثماثيل ملوك الدولة الحديثة
- معبد تحتمس الثالث
- أكفان ومومياوات مجموعة دروفيتي

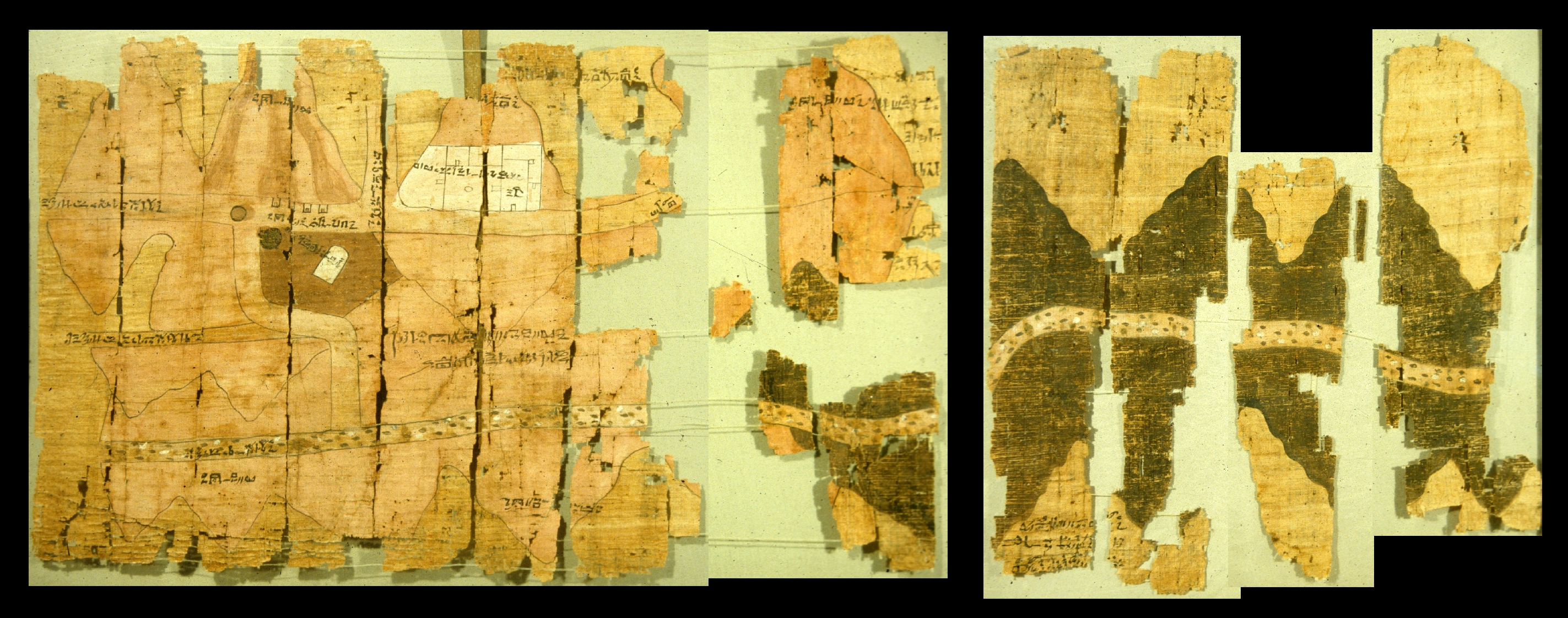
بردية تورين

- رسم على نسيج يرجع تاريخه إلى 3500 قبل الميلاد وأكتشف عام 1931
- مشهد جنائزي من مقبرة مجهولة المالك
- مقبرتا خا وميريت اللتان أكتشفهما شيباريلي.
- مجموعة برديات دروفيتي وشامبليون.
- لوح إيزيس
- مقبرة مرسومة (غالباً لا تكون مفتوحة للجمهور).
- بردية تورينو

## صور

Sarcophagus of Ibi
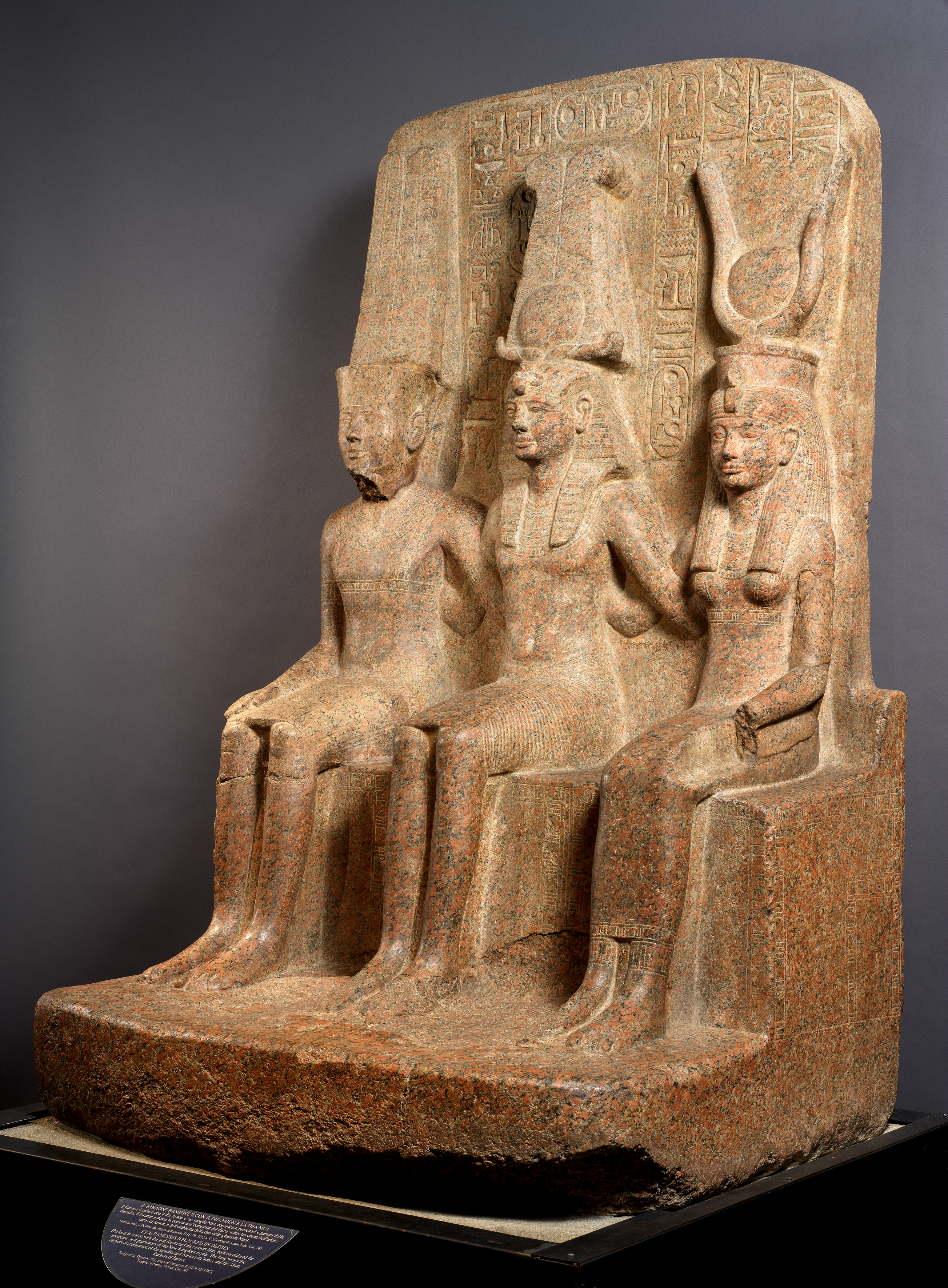
Statue of Ramesses II with Amun and Hathor
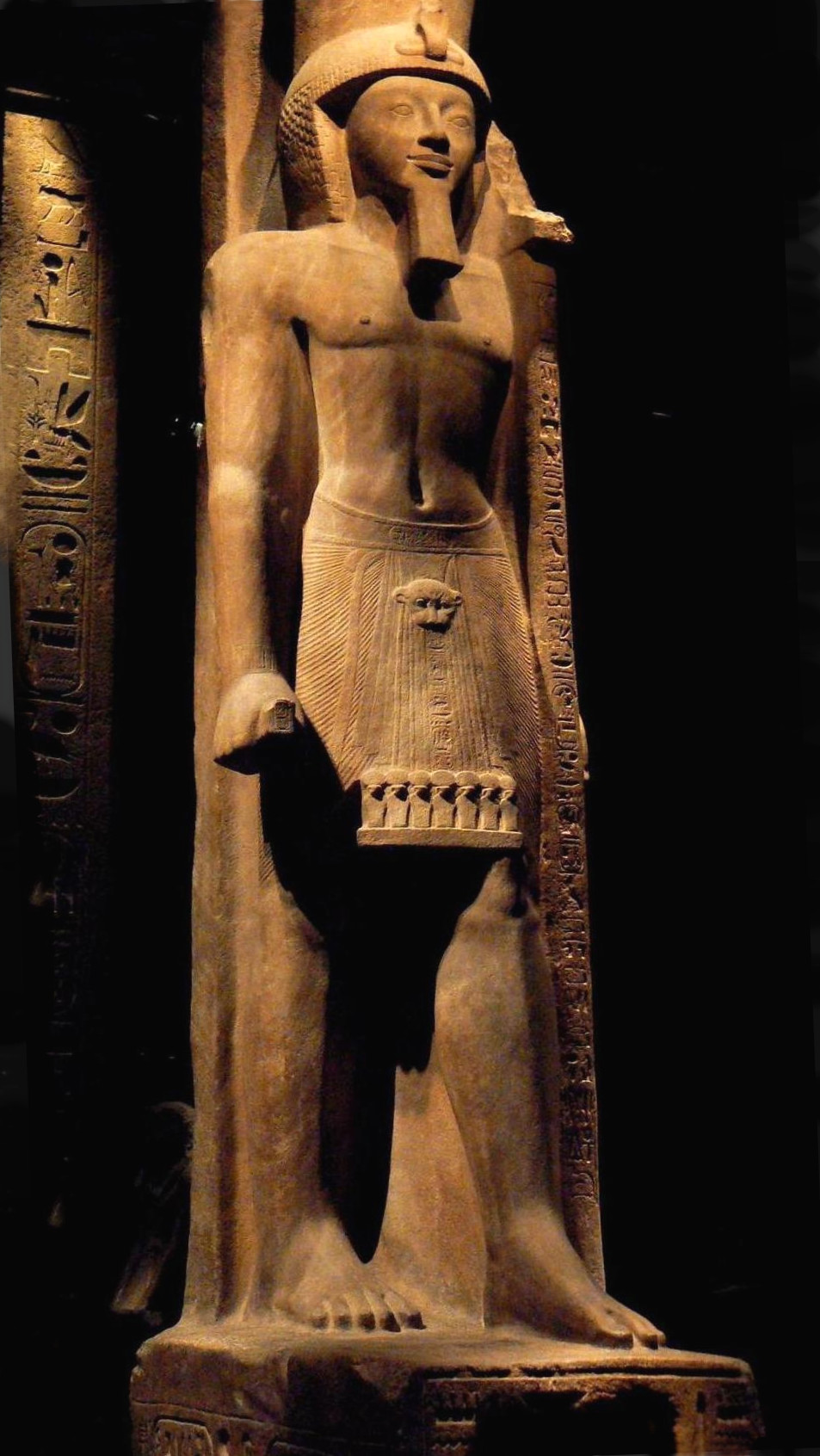
Statue of Seti II
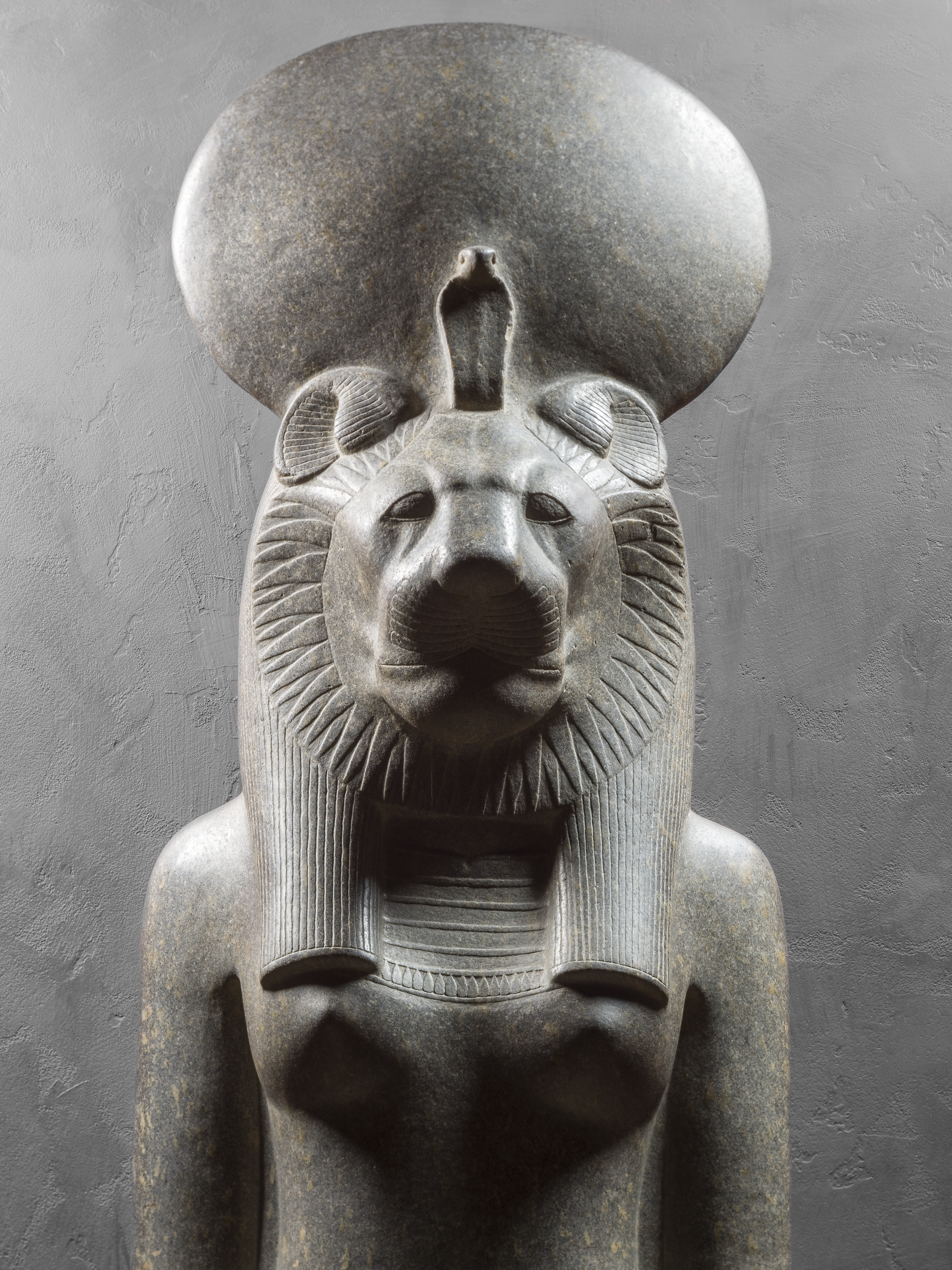
Statue of Sekhmet
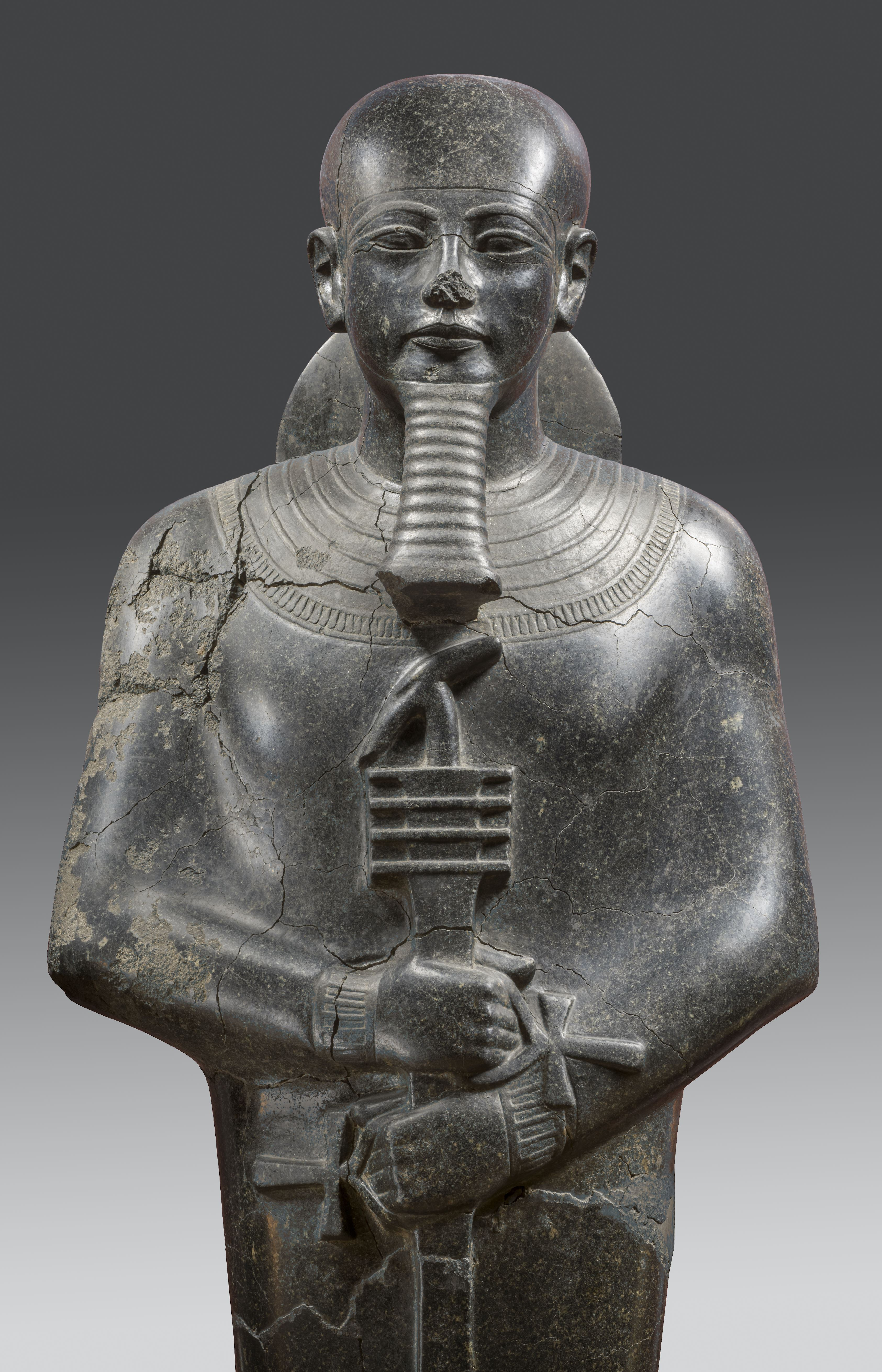
Statue of Ptah
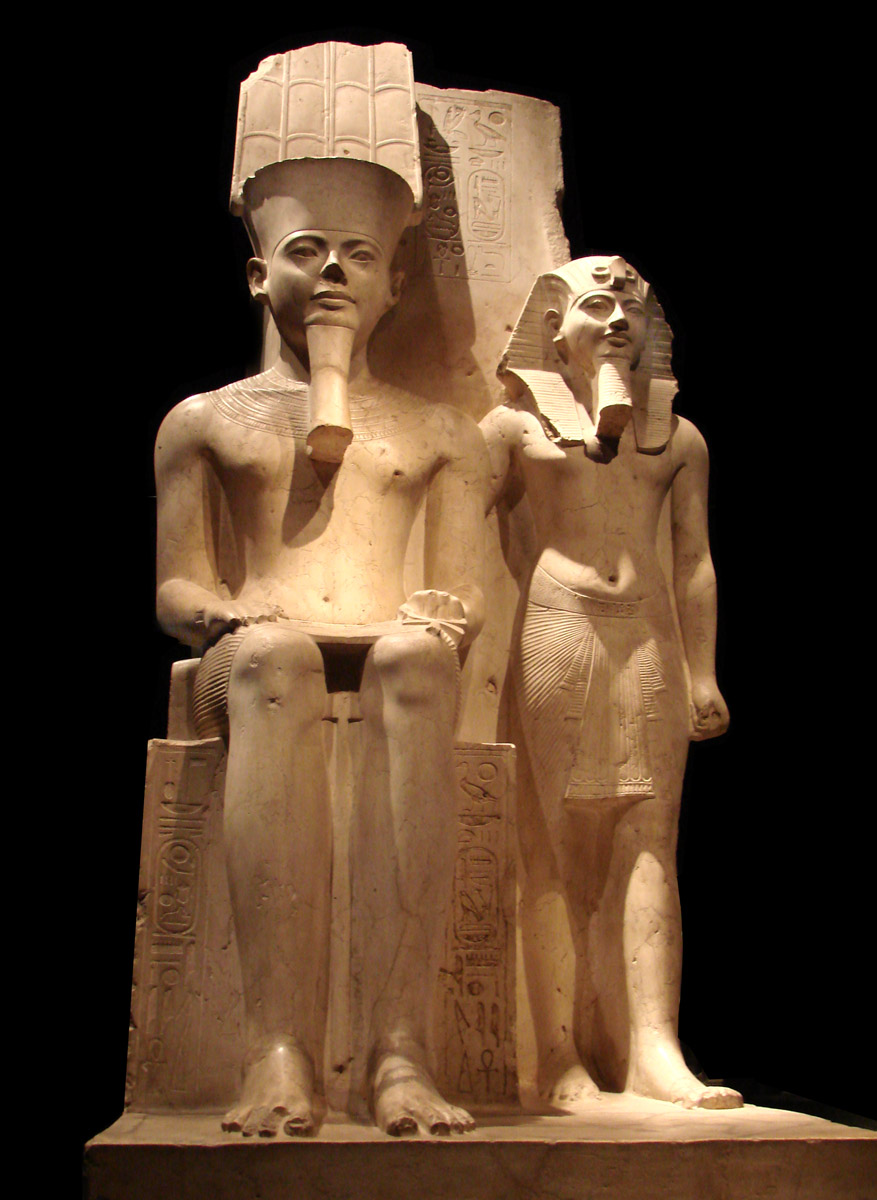
Statue of Horemheb with Amun
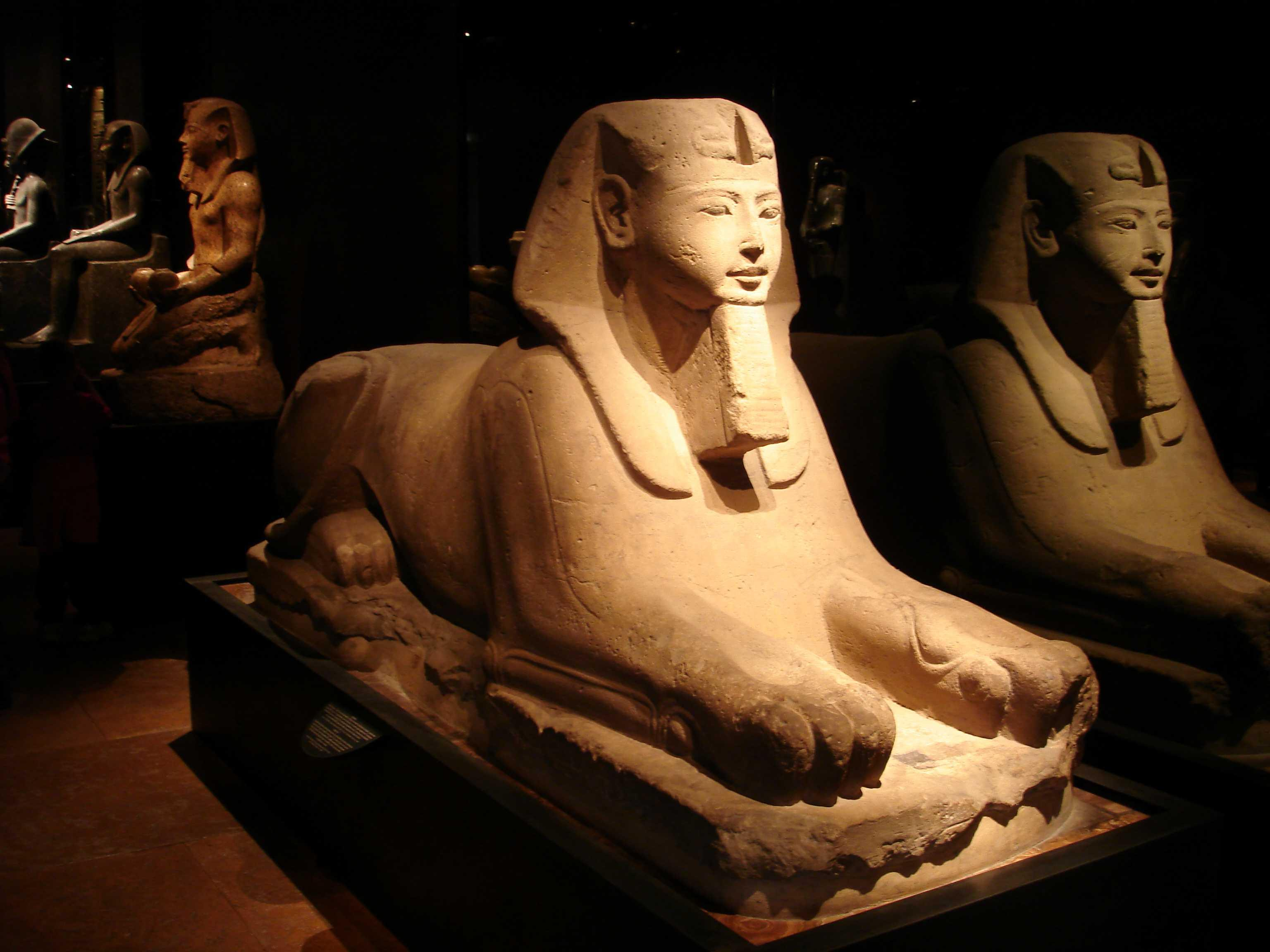
The Sphinx
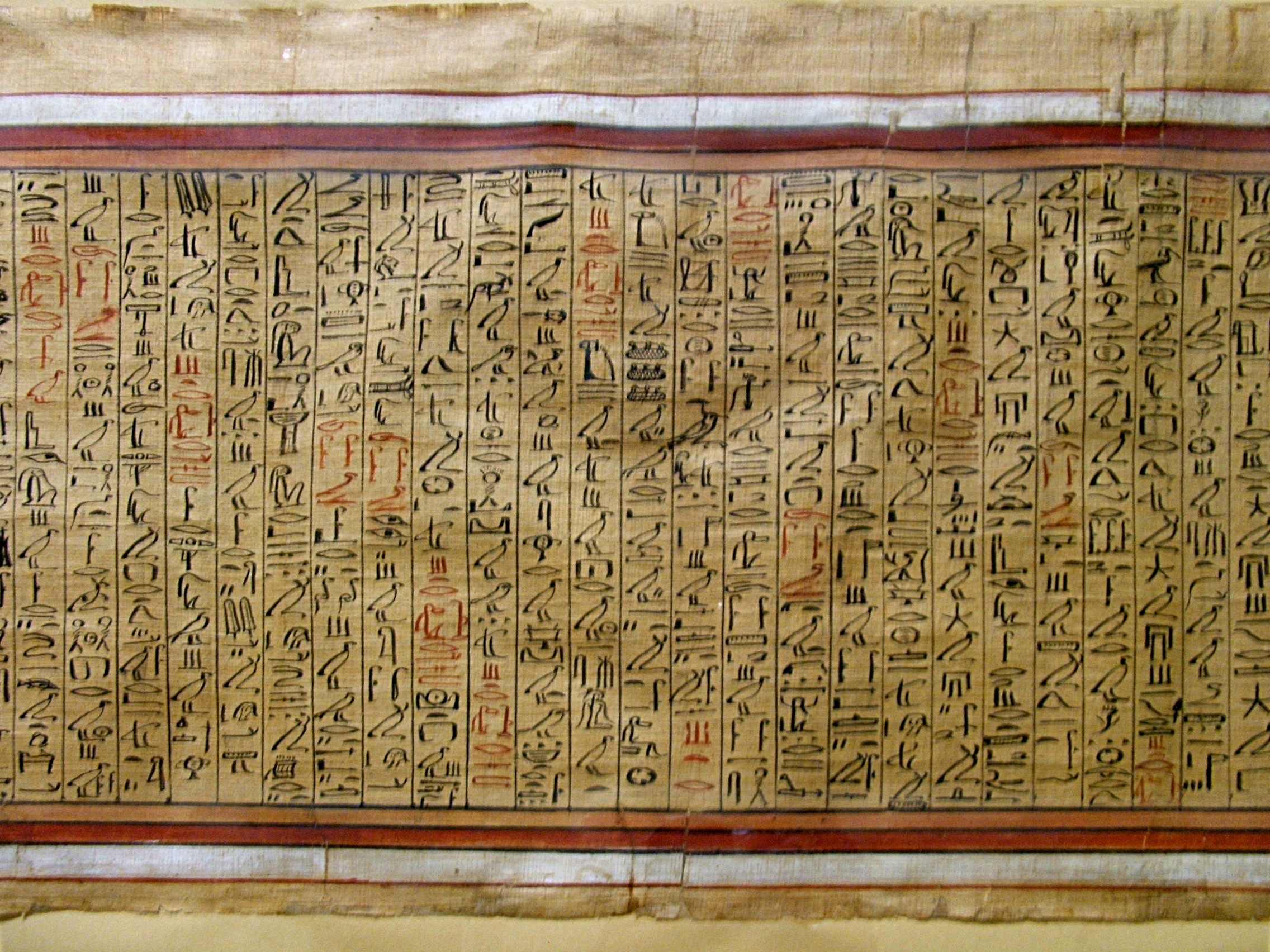
A Papyrus
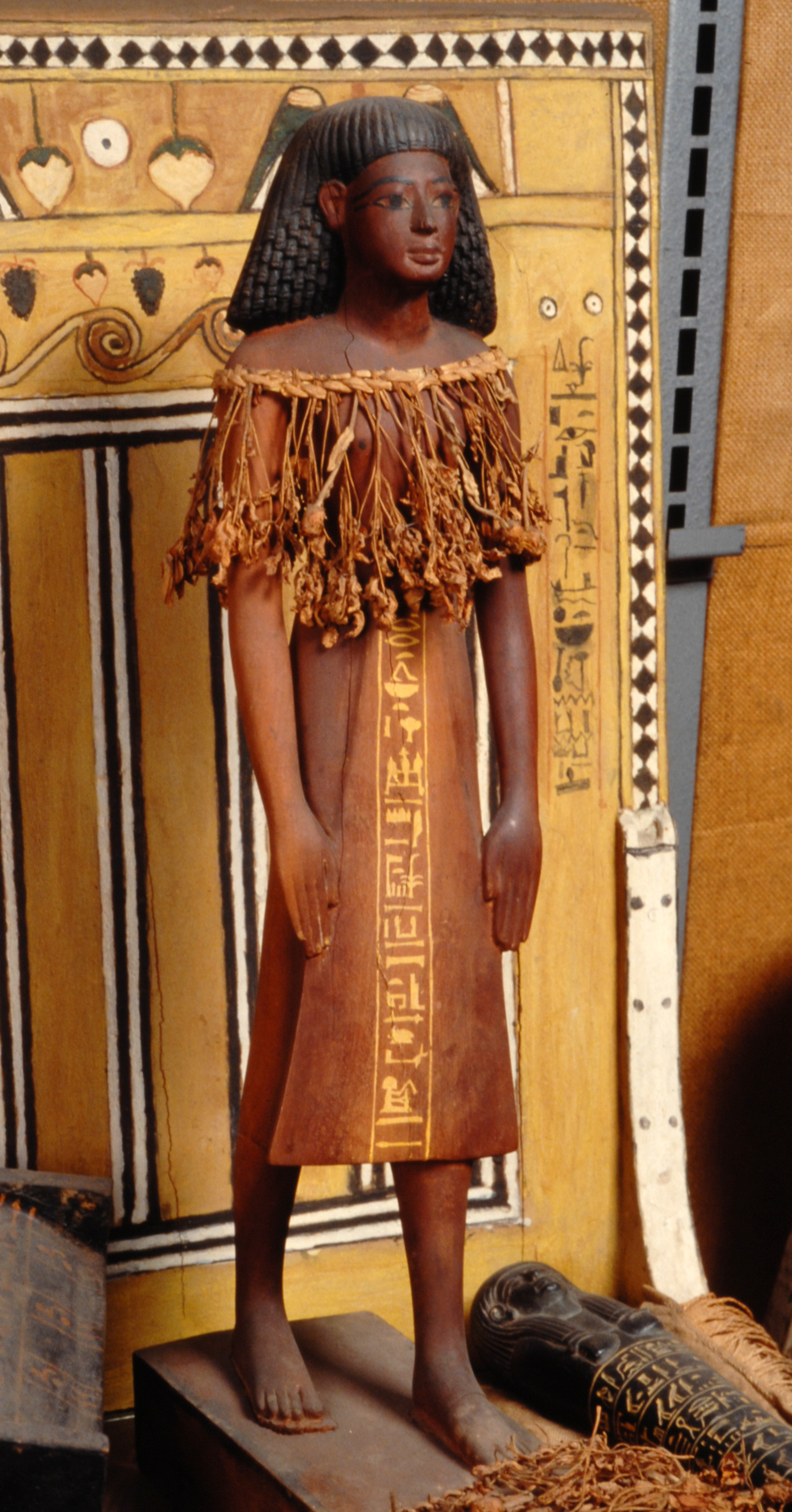
Statuette of Kha
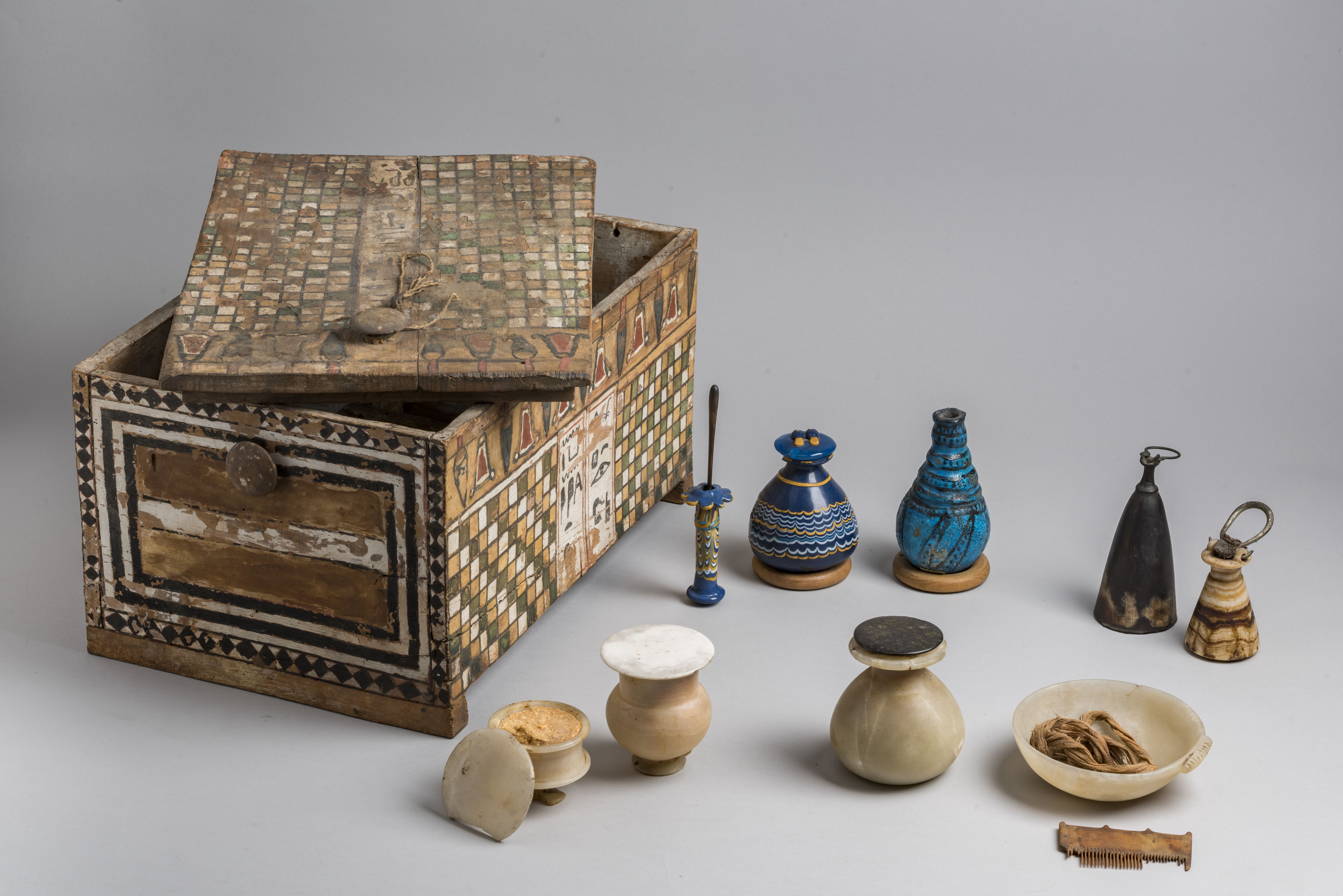
Objects from "Tomb of Kha and of Merit"
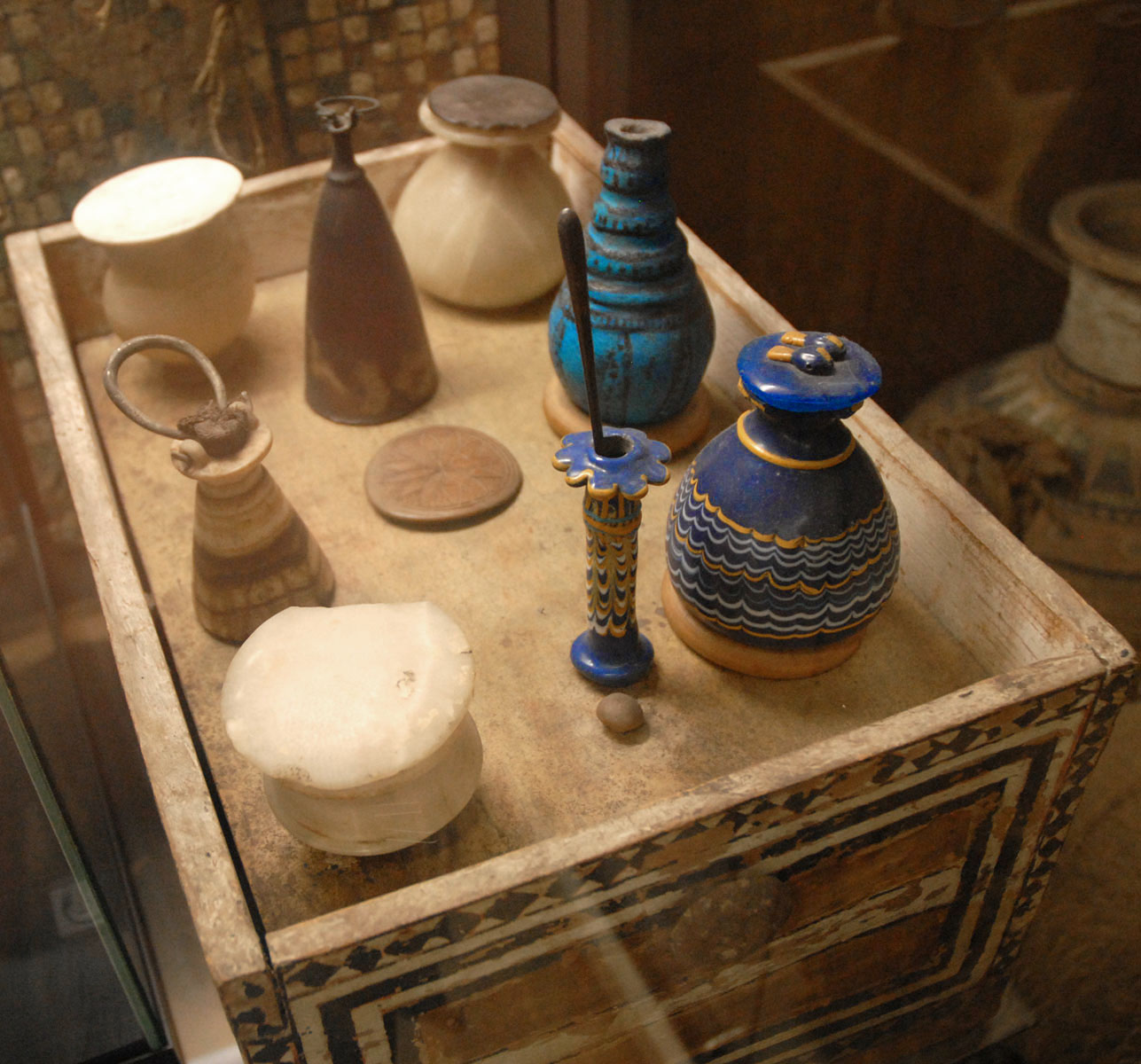
Toilet box and various vessels of Merit

## وصلات أخرى
- المتحف المصري الكبير
- متحف برلين المصري